# عيادة ثومبي
عيادة ثومبي هي شبكة من عيادات الأسرة في جميع أنحاء دولة الإمارات العربية المتحدة، مملوكة لمجموعة ثومبي. وهي تابعة لجامعة الخليج الطبية في عجمان، الإمارات العربية المتحدة، وتوفر التدريب وسبل البحث لطلاب الجامعة. تقدم خدمات في تخصصات مختلفة مثل الحوادث والطوارئ، التخدير، الطب العام، أمراض القلب، طب الأطفال، التغذية السريرية، مركز طب الأسنان، الأنف والأذن والحنجرة، طب الأسرة، الجراحة العامة، الطب الباطني، أمراض الأعصاب، أمراض النساء والتوليد، جراحة العظام، الأمراض الجلدية، طب العيون، الأشعة، الصيدلة، التأمين.
تقع عيادات ثومبي حاليًا في عجمان وأم القيوين والشارقة ودبي والفجيرة ورأس الخيمة، وهي جزء من خدمات الرعاية الصحية لمجموعة ثومبي والتي تشمل أيضًا أربعة مستشفيات تقع في عجمان والشارقة والفجيرة ودبي. يتألف فريق العمل الطبي في عيادات ومستشفيات ثومبي من 20 جنسية حول العالم، ويتحدثون أكثر من 50 لغة، ويعالجون عملاء من أكثر من 175 جنسية. تستضيف عيادات ثومبي بانتظام معسكرات طبية مجانية في دولة الإمارات العربية المتحدة للوصول إلى المحتاجين، كجزء من مسؤوليتها الاجتماعية للشركات.

## روابط خارجية
- الموقع الرسمي